# 神保小虎
神保 小虎（じんぼ ことら、慶応3年5月17日（1867年6月19日） - 大正13年（1924年）1月18日）は、明治時代から大正時代にかけての地質鉱物学者。

## 経歴
江戸幕府幕臣神保長致の長男として江戸で生まれる。言語学者の神保格の兄。明治20年（1887年）、東京帝国大学理科大学（現：東京大学理学部）で地質学を専攻。同大卒業後、北海道庁技師、全道地質鉱産調査主任を務める。明治25年（1892年）ドイツのベルリン大学に留学し、鉱物学や岩石学などを学ぶ。
帰国後の明治27年(1894年)、母校の東京帝国大学理科大学助教授となり、明治29年（1896年）教授、鉱物学教室設立とともに主任教授となり鉱物学講座を担任した。明治39年には樺太、大正4年にはロシアのウラジオストク地方などの地質・地理を調査した。また、東京地質学会（現：日本地質学会）会長、東京地学協会会長なども務めた。
またアイヌ語にも精通し、アイヌ語で講義を行ったこともある。著書に『日本地質学』、『日本鉱物誌』などがある。
東京大学の鉱床学者渡辺武男により昭和38年（1963年）に発表されたマンガンホウ酸塩新鉱物の神保石は神保小虎の業績を称えて命名されたものである。墓所は染井霊園。

## 人物
学生からは変わり者として知られた。教え子の小野秀雄によると、神保は学生時代、大学構内の寄宿から根津の遊廓に通うために、塀の棒を切断して停学になったことがあり、その時の停学命令を学生たちに見せたりして笑わせていたという。

## 家族
- 父・神保長政 ‐ 東京士族。[6]
- 弟・神保格
- 妹・きぬ（1885-） ‐ 数学者・吉川実夫の妻。実夫は旧制徳島中学校、旧制山口高等学校、東京帝国大学数学科卒、1908年にドイツ留学、のち京都帝国大学理工科教授（1915年に37歳で早世）。子に海軍技術中佐の吉川春夫（1908-1944、東京帝大機械工学科卒、伊独に派遣され潜水艦で帰国中大西洋で米駆逐艦の攻撃により消息不明）。[6][7][8][9][10]
- 妻・シヅ ‐ 山口士族・金子常三郞の長女。[6]
- 長男・神保忠男（1897-1980） ‐ 東北大学名誉教授。同大八甲田山植物研究所所長。岳父に佐伯美津留。[11][12][13][14]
- 長女・義 ‐ 大日本印刷社長・佐久間長吉郎の妻。
- 二女・孝 ‐ 医師・原素行の妻。原（1893-1983）は秋田市の代々の医家に生まれ、1917年東京帝国大学医学部を卒業し、薬理学教室及び入沢内科に学ぶ。その後，中国青島病院内科部長、東京市立大久保病院副院長、東京市立城東病院長を経て、1945年都立広尾病院長就任。[15]

## 受賞・栄典
位階
- 1892年（明治25年）3月19日 - 正七位[16]
- 1904年（明治37年）5月10日 - 正五位[17]
- 1914年（大正3年）7月10日 - 正四位[18]
- 1919年（大正8年）9月10日 - 従三位[19]
- 1924年（大正13年）1月18日 - 正三位[20]

勲章等
- 1924年（大正13年）1月18日 - 旭日大綬章[20]